# Piton Guyonneau
Ne doit pas être confondu avec Le Piton (Pointe-Noire).
Le piton Guyonneau est un sommet de Guadeloupe situé à Pointe-Noire.
Il culmine à 750 m d'altitude. Il s'agit d'une coulée de lave du même groupe que le mont Pelé et La Couronne.